# Johann Gottfried Kletschke
Johann Gottfried Kletschke (* 27. August 1748 in Crossen an der Oder; † 1. November 1806 in Potsdam) war ein deutscher evangelischer Geistlicher.

## Leben
Johann Gottfried Kletsche wurde als Sohn wohlhabender Bürger geboren.
Er besuchte die Bürgerschule in Crossen an der Order und ging darauf zur Lateinschule in Guben; er begann, nach deren Beendigung, 1768 ein Theologie- und Philosophie-Studium an der Universität Frankfurt (Oder). 1770 ging er zum weiteren Studium an die Universität Halle und wirkte nach dessen Beendigung am Schindlerschen Waisenhaus des Severin Schindler und an der Heckerschen Realschule des Johann Julius Hecker in Berlin.
1774 wurde er vom General Johann Albrecht von Bülow zum Feldprediger des Infanterieregiments No. 46 nach Berlin berufen. Durch seine Amtsführung wurde der Feldpropst Karl Andreas Friedrich Balk (1757–1779) auf ihn aufmerksam und bestimmte ihn mit königlicher Genehmigung zu seinem Adjutanten während des Bayerischen Erbfolgekriegs.
Am 11. Juni 1779 ernannte ihn der König Friedrich II. zum Feldpropst der preußischen Armee, zum Hof- und Garnisonsprediger, zum Feldprediger des Regiments Garde, zum Inspektor des Großen Militärwaisenhauses und zum Assessor beim Kriegskonsistorium.
Er war Mitarbeiter der Allgemeinen deutschen Bibliothek, vermied es jedoch seine Rezensionen mit seinem Namen zu zeichnen. Weiterhin nahm er in der Märkischen Ökonomischen Gesellschaft eine führende Stellung ein.
Johann Gottfried Kletschke setzte sich intensiv für die Reorganisation des preußischen Garnisonsschulwesens ein und fand hierbei im General Friedrich Wilhelm von Rohdich einen Vorgesetzten, der ihn tatkräftig unterstützte. Zunächst wurde die Verwaltung des Großen Militärwaisenhauses und die damit verbundene Verpflegung, Unterrichtung und Versorgung der Waisen reformiert, anschließend wurden die beiden Potsdamer Garnisonsschulen reorganisiert, von denen die Hofschule zu Zeiten des Großen Kurfürsten Friedrich Wilhelm sowie die lutherische Garnisonsschule am 21. Oktober 1721 gegründet worden waren und ihren Zweck nicht mehr erfüllten und dem Verfall nahe waren. Gemeinsam mit General von Rohdich reiste er nach Reckahn, um die Musterschule des Pädagogen Friedrich Eberhard von Rochow zu besichtigen und sich Eindrücke und Erfahrungsberichte zu verschaffen. Auf Kletschkes Betreiben erließ das Kriegskonsistorium am 20. September 1780 ein Reskript, in dem die Garnisons- und Feldprediger aufgefordert wurden, genaue Aufsicht über die ihnen unterstellen Schulen zu üben und in ihrem Jahresbericht über ihren Zustand und ihre Verhältnisse an den Feldpropst zu berichten.
Am 12. November 1780 reichte er dem General seine Vorschläge zur Verbesserung der Garnisonsschule ein; er empfahl eine Vereinigung beider Schulen und ging hierbei auf die Anzahl der Schüler, der Klassen und Lehrer, auf die Kosten für Bücher, Schreibmaterialien und Unterrichtsgegenstände sowie auf die Unterhaltskosten ein. Der General, erfahren im Umgang mit dem König, erbat sich eine genauere Empfehlung, so dass Kletschke am 24. November 1780 seinen Entwurf zur inneren Einrichtung der Potsdamer Garnisonsschule überreichte. Am 17. Dezember 1780 genehmigte der König den Entwurf, so dass er nun einen Schulplan, ein Schulgesetz und einen Lektionsplan für die Garnisonsschule ausarbeitete, die der General anschließend genehmigte.
Im Februar 1781 wurde die neu gegründete vierstufige Schule für Soldatenkinder mit einem Rektor als Leiter eröffnet. Nach kurzer Zeit war die Schule über Preußens Grenzen hinaus bekannt und aus Hessen und Süddeutschland kamen Besucher, um die musterhafte Einrichtung kennen zu lernen; der Bischof von Ermland, Prinz Karl von Hohenzollern-Hechingen, erbat sich den Einrichtungsplan.
1786 reichte er beim König ein Promemoria über die Verbesserung der Soldatenkinderschulen ein, in dem er empfahl bei allen Regimentern Freischulen einzurichten und die Lehrer in einem Seminar ausbilden zu lassen, zweckmäßige Schulbücher anzuschaffen und die Schulhäuser baulich zu verbessern. Im darauffolgenden Jahr überwies der König dem Minister Karl Abraham von Zedlitz 20.000 Taler für die Verbesserung des preußischen Schulwesens, allerdings reichte die Summe nicht einmal zur Durchführung der notwendigsten Maßnahmen, so dass Kletschke keine Mittel für die Soldatenkinderschulen erhielt.
Anfang 1788 beauftragte ihn der König Friedrich Wilhelm II., Verbesserungsvorschläge für die Soldatenkinderschulen einzusenden, und er überreichte am 3. Februar 1788 dem Monarchen Unvorgreifliche Vorschläge über die Verbesserung der Soldatenkinderschulen. Bei dieser Aufstellung ging er von dem Gedanken aus, für das gesamte Militärschulwesen eine Zentralbehörde, vergleichbar dem 1787 gegründeten Oberschulkollegium für die Zivilschulen, einzurichten, dem die Regimentsschulkommissionen unterstellt werden sollten. Weiterhin schlug er vor, ein Seminar für Garnisonsschullehrer einzurichten, zweckmäßige Lehr- und Lernbücher zu beschaffen, eigene Schulhäuser einzurichten sowie für eine bessere Besoldung der Lehrkräfte zu sorgen. Die Regimentsschulen sollten zweiklassig bzw. zweistufig sein und mit Industrieschulen organisch verbunden werden. Um die finanziellen Mittel aufzubringen, schlug er vor, einen allgemeinen Militärschulfonds zu bilden, aus dem die Regimenter Unterstützung erhalten sollten. Der König überwies die Vorschläge an das Oberkriegskollegium, das den Vorschlägen zustimmte, so dass der König am 9. Juli 1789 eine Kabinettsordre erließ, in der er die Bildung eines Militärschulfonds verfügte. Die Schulfondsgelder der Regimenter mussten, soweit sie nicht aus Vermächtnissen stammten, dem Oberkriegskollegium zugesandt werden.
König Friedrich Wilhelm II. stellte am 22. September 1788 einen Fundationsbrief für die Gründung der Potsdamer Garnisonsschule aus, so dass die Schule nicht nur ein eigenes Haus, sondern auch einen eigenen Schulfonds erhielt. Johann Gottfried Kletschke konnte nun den Zustand der Schule verbessern und ihre Leistungen erhöhen. Er hielt monatliche Konferenzen mit den Lehrern ab, leitete die Versetzungs- und öffentlichen Prüfungen und sorgte für zweckmäßige Lehr- und Lernbücher und für die Verbesserung der materiellen Verhältnisse der Lehrer. Für die Mädchen wurde der Handarbeitsunterricht und für die Jungen der Unterricht im Gartenbau und im Zeichnen eingeführt. Er besuchte Dorf- und Stadtschulen, um weitere Erfahrungen zu sammeln, und berichtete brieflich an den General von Rohdich von diesen Reisen.  
Durch die kriegerischen und politischen Ereignisse verzögerte sich die Durchführung der Reorganisation, so dass Kletschke beantragte, dass die Kinder der Soldaten, die im Feld standen, freien Unterricht in den Ortsschulen erhalten sollten. Der König verfügte am 16. Juli 1790 eine entsprechende Kabinettsordre.  
In den durch die Teilungen Polens neu erworbenen Provinzen Süd- und Westpreußen fehlten gänzlich die Volksschulen und die höheren Schulen erfüllten nicht ihren Zweck. Die einzelnen Truppenteile gründeten nun in ihren Garnisonen Schulen und es ist das Verdienst von Johann Gottfried Kletschke, dass ihnen hierzu besondere Unterstützungen gewährt wurden sowie dass lutherischen und reformierten Bürgerkindern der Besuch dieser Schulen gestattet wurde. Am 9. Februar 1797 erschien die Kabinettsordre über die Regulierung der Garnison- und Regimentsschulverhältnisse und über den Militärschulfonds, so dass das Oberkriegskollegium am 14. Februar 1797 die Ausführungsbestimmungen, die seinen Vorschlägen vom 3. Februar 1788 entsprachen, erließ. Allerdings wurden seine Vorschläge zur Schaffung einer Zentralschulkommission und das Seminar für Regimentsschullehrer hierbei nicht umgesetzt.  
König Friedrich Wilhelm III. beauftragte ihn 1798 einen Plan auszuarbeiten, in dem die Militär- und Bürgerschulen vereinigt werden sollten. Diesen Plan hat der König später genehmigt, aber nicht veröffentlicht, sondern dieser Plan diente bei der Abfassung der beiden Schulreglements für Südpreußen vom 28. Mai 1800 und für Neuostpreußen vom 31. Juli 1805.  
Aufgrund der kriegerischen Entwicklung 1806/1807 wurden die meisten Regimenter und damit verbunden auch deren Schulen aufgelöst. Die veränderte Militärverfassung schloss die Einrichtung selbständiger Schulen aus, und nur in größeren Garnisonsstandorten blieben besondere Garnisonsschulen bestehen, die aber im Laufe der Zeit als unzweckmäßig ebenfalls aufgelöst wurden.

## Werke
- Letzte Stunden und Leichenbegängniß Friedrichs des Zweiten Königs von Preussen. Potsdam 1786.
- Sammlung geistlicher Lieder für christliche Soldaten in Kriegs- und Friedenszeiten Nebst einem Anhange. Berlin Decker 1817.